# Matt Clarke
Matthew "Matt" Edward Barkell Clarke (Suffolk, 22 de setembro de 1996), é um futebolista inglês que atua como Zagueiro. Atualmente defende o Middlesbrough.

## Carreira

### Ipswich
Nascido em Barham, Suffolk, chegou aos Blues em 2002 aos 6 anos, assinou uma bolsa de estudos com o clube no verão de 2013. Ele foi incluído no plantel principal para a pré-temporada no ano seguinte
Clarke fez sua estreia profissional pelo clube em 12 de agosto de 2014. Começando como Lateral-esquerdo em uma derrota por 1-0 na Football League Cup contra o Crawley Town. Em 11 de setembro ele assinou um contrato profissional de 2 anos com o clube.

### Portsmouth
Em julho de 2015 Clarke assinou um empréstimo de seis meses junto ao Portsmouth,.
Em 2 de setembro de 2015, Clarke assinou um novo contrato de dois anos com o Ipswich Town, válido até junho de 2017. O seu empréstimo ao Portsmouth foi subsequentemente estendido até o final da temporada em janeiro de 2016.
Clarke assinou um contrato permanente com o Pompey em 1 de julho 2016,depois que uma troca com o Ipswich pelo Adam Webster foi aceita. Apesar de sofrer com uma lesão no fim da temporada de 2015-2016 o que ocasionou a ele ficar de fora das primeiras semanas da nova temporada, ele se estabeleceu como um dos jogadores mais confiáveis do Portsmouth já que eles ganharam o título da League Two na temporada 2016-2017. A sua parceira com o Christian Burgess garantiu que o Portsmouth sofresse a menor quantidade de gols na temporada 2016-2017 da League Two,sofrendo apenas 40 gols em 46 partidas.
Em 14 de fevereiro de 2018, depois de se tornar uns dos titulares, Clarke estendeu o seu contrato até 2020.

### Brighton & Hove Albion
Em 21 de julho de 2019 a saída de Clarke foi anunciada pelo Portsmouth, com o zagueiro assinando um contrato de quatro anos junto ao Brighton & Hove Albion por uma multa não revelada.

### Derby County(emp.)
Em 2 de agosto de 2019,Clarke foi emprestado ao Derby County por uma temporada,3 dias depois,ele fez a sua estreia contra o Huddersfield Town.

## Estatísticas
20 de agosto de 2019
| Clube                  | Temporada         | Liga                | Liga  | Liga | FA Cup | FA Cup | Copa da liga | Copa da liga | Outros | Outros | Total | Total |
| Clube                  | Temporada         | Divisão             | Jogos | Gols | Jogos  | Gols   | Jogos        | Gols         | Jogos  | Gols   | Jogos | Gols  |
| ---------------------- | ----------------- | ------------------- | ----- | ---- | ------ | ------ | ------------ | ------------ | ------ | ------ | ----- | ----- |
| Ipswich Town           | 2014–15           | Championship        | 4     | 0    | 0      | 0      | 1            | 0            | 0      | 0      | 5     | 0     |
| Portsmouth (emp.)      | 2015–16           | League Two          | 29    | 1    | 2      | 0      | 2            | 0            | 0      | 0      | 33    | 1     |
| Portsmouth             | 2016–17           | League Two          | 33    | 1    | 1      | 0      | 0            | 0            | 2      | 0      | 36    | 1     |
| Portsmouth             | 2017–18           | Football League One | 42    | 2    | 1      | 0      | 0            | 0            | 3      | 1      | 46    | 3     |
| Portsmouth             | 2018–19           | Football League One | 46    | 3    | 5      | 0      | 1            | 0            | 8      | 1      | 60    | 4     |
| Portsmouth             | Subtotal          | Subtotal            | 150   | 7    | 9      | 0      | 3            | 0            | 13     | 2      | 175   | 9     |
| Brighton & Hove Albion | 2019–20           | Premier League      | 0     | 0    | 0      | 0      | 0            | 0            | 0      | 0      | 0     | 0     |
| Derby County (emp)     | 2019–20           | Championship        | 4     | 0    | 0      | 0      | 0            | 0            | 0      | 0      | 4     | 0     |
| Total da Carreira      | Total da Carreira | Total da Carreira   | 154   | 7    | 9      | 0      | 4            | 0            | 13     | 2      | 180   | 9     |

## Títulos
Portsmouth
- League Two: 2016–17[13]
- Johnstone Paint Trophy: 2018–19[14]

Individual
- Portsmouth Jogador do Portsmouth da temporada: 2017–18[15]